# 42 Isis
Isis /ˈaɪsɪs/ (định danh hành tinh vi hình: 42 Isis) là một tiểu hành tinh lớn ở vành đai chính do Norman R. Pogson phát hiện ngày 23 tháng 5 năm 1856 tại Oxford và là tiểu hành tinh phát hiện đầu tiên của ông. Tiểu hành tinh này được đặt theo tên Isis, tên một nữ thần trong thần thoại Ai Cập bằng tiếng Hy Lạp cổ điển.